# Alexandr Ivančenkov
Alexandr Sergejevič Ivančenkov, rusky Иванченков, Александр Сергеевич (* 28. září 1940 Ivantějevka poblíž Moskvy, SSSR) je bývalý sovětský konstruktér a kosmonaut ruské národnosti.

## Život
Otec zahynul v roce 1942 během války a o pět let později mu umřela matka. Vychovávaly jej babička s tetou. Učil se velmi dobře, miloval zeměpis. Když končil základní školu s výtečným prospěchem, rozhodl se pro kosmonautiku. Dostal se posléze na moskevský letecký institut, fakultu stavby letadel. Po ukončení studia nastoupil do Koroljovovy konstrukční kanceláře a po čase se sám přihlásil do Hvězdného městečka. Následoval výcvik, lékařské kontroly, teoretická příprava. Jeho jméno se objevilo veřejně poprvé v seznamu sovětských podpůrných posádek, připravujících program Sojuz-Apollo.

## Lety do vesmíru
V roce 1978 byl v kosmické lodi Sojuz 29 společně s Kovaljonkem, odstartovali z Bajkonuru na oběžnou dráhu Země k orbitální stanici Saljut 6 k pětiměsíčnímu pobytu. To byl v té době světový rekord. Během této doby se setkali s dvěma dalšími mezinárodními posádkami ze Sojuzu 30 a Sojuzu 31 v rámci programu Interkosmos a pořídili přes 3000 fotografií Země.
Za čtyři roky po tomto letu vyletěl ze Země podruhé, v lodi Sojuz T6 na tehdy novou stanici Saljut 7. Šlo o let podstatně kratší, na 8 dní, zato zvláštní složením. Na palubě s ním letěl Džanibekov a Francouz Jean-Loup Chrétien, tedy první expedice SSSR-Francie. Po bezpečném návratu na Zemi byli druhý den přijati a vyznamenáni v Kremlu i na francouzském velvyslanectví a za pár dní i v Paříži.
V roce 1982 se zde všichni účastníci setkali opět na kongresu Mezinárodní astronautické federace.
V týmu kosmonautů byl Ivančenkov od 27. března 1973 do 3. listopadu 1993, tedy 20 let.
- Sojuz 29 (15. června 1978 – 2. listopadu 1978)
- Sojuz T-6 (24. června 1982 – 2. července 1982)